# 変性ポリフェニレンエーテル
変性ポリフェニレンエーテル（へんせいポリフェニレンエーテル、modified-Polyphenyleneether－m-PPE、denaturated-Polyphenyleneether）は、芳香族ポリエーテル構造を持つポリフェニレンエーテル (PPE) を主成分とした、熱可塑性樹脂に属する合成樹脂ポリマーアロイの総称。CAS番号 [25190-64-1], [25667-40-7]。PPE単体で使用されることは稀で、主に耐衝撃性ポリスチレン (HIPS) など他の合成樹脂とアロイ化される。そのため、名称に「変性」を加え区別している。なお、変性ポリフェニレンオキサイド（または変性ポリフェニレンオキシド、modified-Polyphenyleneoxide－m-PPO）と呼称されることもあるが、発明された時には既に2-6-ジメチル-1,4-フェニレンエーテルの登録商標として名称PPOが使用されていたため、厳密には一般名は m-PPE が正しい。

## 製法

### 前工程から重合まで
まず、フェノールとメタノールから、アルキル化反応により 2,6-キシレノール（2,6-ジメチルフェノール）を合成する。
これを基本原料として、酸化重合法（または酸化カップリング法）により製造される。トルエンを溶媒とし、触媒には塩化銅(I)をピリジンで酸素吸収させた塩基性銅(II)塩が用いられる。この反応は下図のようにフェノキシラジカルによる炭素-酸素カップリングによって進行する。2,6-キシレノールはオルト位にメチル基が存在するため、分岐や架橋または副生成物が生じにくく、効率良く鎖状の高分子を得られる。
この重合で副生する物質は水のみであり、各原料や材料類はハロゲンを含まない。そのためPPE製造工程は環境負荷が低い。これをさらに深めるべく、トルエンを使用しない水溶媒重合法も研究されている。

### コンパウンド
PPE単体では溶融時の流動性が極めて低く、単体では必要な射出成形温度が非常に高い。そのため、成形加工性向上を狙いレオロジー挙動を高めるために他の合成樹脂とコンパウンドしてアロイ化される。当初から用いられたポリスチレン (PS) はPPEと極めて近い溶解パラメーター値を持っており、特に相溶化剤を用いる必要が無かった。アロイ化は PPE 本来の難燃性を損ねる結果となるが、PPE/PSアロイや PPE/HIPSアロイはリン化合物系難燃剤との相溶性にも優れていたため、問題とはならなかった。
一方、コンパウンドは装置が単純ではあるがノウハウの蓄積や技術の応用が効く製法であったため、PS系以外の非相溶性合成樹脂とのアロイ化研究も進んだ。ポリアミド (PA) とのアロイは、カルボキシル基・エポキシ基・アミノ基など反応性官能基を持つ相溶化剤を使用し、衝撃向上のためにエラストマーなどをブレンドして製造される。これは成形加工性の向上に加え、マトリックス相の PA が持つ耐油性と PPE の耐熱性や低吸水性をバランス良く持たせることができ、焼付け塗装への対応も可能となる。ポリプロピレン (PP) とのアロイはスチレン-ブタジエンブロック共重合体 (SEBS) を相溶化剤に使用して製造され、耐候性向上などが図れる。ポリアセタール(POM) とのアロイは摺動性や耐磨耗性を、ポリフェニレンスルフィド (PPS) とのアロイは幅広い領域での耐熱安定性を改善する。その他にも、利便性が評価されてPPEをベースとしたポリマーアロイの開発は継続して行われている。

### 新規PPE
PPE は独特な重合法が用いられ、また他のモノマーと共重合が難しいことから主成分の改質にかかわる研究があまり行われていなかった。しかし近年、触媒の開発から 2,5-ジメチル-1,4-フェニレンオキサイドを重合させた例が報告されている。この手法で得られた PPE は、ポリエーテルエーテルケトン (PEEK) を越える300℃超の融点を持つ。

## 特徴
- 比重はエンジニアリングプラスチックの中でも低い部類に入る。PPE:PS比1対1のグレードでは比重1.06。
- 引っ張り強さ、降伏強さ、弾性率などの機械的性質に優れ、温度や湿度の変化に影響されにくい。また、伸びが大きく粘り強い特性を持つ。
- 耐衝撃性が高い。
- 吸水性が低く、加水分解も起きにくい。
- 酸やアルカリに侵蝕されにくい。ただし、トルエンやベンゼンなどの溶媒に可溶。また柑橘類の果皮などから抽出されるリモネンにも溶解し、この特性を利用したリサイクルも研究されている[3]。
- 広い周波数域に対し誘電率や誘電正接が小さい。これは温度や湿度の変化に影響されにくい。
- 成型収縮率が小さい。そのためヒケが生じにくく、寸法精度に優れる。
- PPE単体では難燃性UL94V-0。

## 改質
着色
m-PPEは白色で容易に多様な着色が可能。
フィラー強化
剛性向上を狙ったガラス繊維強化グレードも上市されている。

## 用途

### 歴史
1965年にゼネラルエレクトリックが PPE を発明。1967年には成形性を改良した m-PPE として販売を開始し、汎用エンジニアリングプラスチックとして順調に用途拡大を遂げた。アロイの選択肢を広めたのも同社で、1986年に開発された PPE/PA に続き PPE/PP も市場に投入された。
難燃化をいち早く成し遂げ、テレビやコンピュータ筐体などで多用されたが、ABS樹脂や PC/ABSアロイ果ては HIPS や PP などの難燃化技術が向上し、かつ CPU など電子部品の発熱量低減が成されたことも影響して耐熱に関する優位性が減少してしまい、現在ではこれらと激しく競合する関係にある。また多くの企業が製造に参入し、それぞれが競争する中で技術開発が進んだ。その一方で、市場占有率1位の GEプラスチック（ゼネラルエレクトリック子会社で m-PPE を生産販売）の売却計画が噂されており、今後の需給バランス変動や業界再編などが取り沙汰されている。

### 使用例
PPE/PSは着色の容易さや機械的性質のバランスの良さ、難燃化改良の容易さが評価され、電気・OA機器の外装に多く使用される。よく目にされる使用例では床用ケーブルカバーがある。低い吸水性から水道配管や給水機などにも利用される。フィラー強化グレードはボビンやコネクターなどの電装部品、または機構部品などに用いられる。
PPE/PAは高い耐衝撃性やオンライン塗装に適応する耐熱性などの特性から、ドアハンドルやフェンダー・ホイールキャップなどの自動車外装材に使用される。今後は軽量化を目的に外装そのものへの展開が期待されるが、耐低温衝撃性などのさらなる向上が研究課題となっている。PPE/PP はニッケル・水素蓄電池のケースなどに採用された実績がある。摺動性を付与された PPE/POM は成形時の反りも低く、バルブやモジュール類または自動車ドアなどの可動部品などに用いられる。PPE/PPS は一般用よりも高い耐熱性が要求される車載用光ディスクドライブのシャーシなど金属代替分野で採用されている。

## 参考資料
- EnplaNet 自動車用変性ポリフェニレンエーテル樹脂の市場動向
- 井上俊英他 『エンジニアリングプラスチック』 高分子学会編、共立出版、2004年。ISBN 4-320-04370-7
- 大井秀三郎・広田愃 『プラスチック活用ノート』 伊保内賢編、工業調査会、1998年。ISBN 4-7693-4123-7